# Syncephalis californica
Syncephalis californica är en svampart som beskrevs av W.E. Hunter & E.E. Butler 1975. Syncephalis californica ingår i släktet Syncephalis och familjen Piptocephalidaceae.   Inga underarter finns listade i Catalogue of Life.